# Daniel Silva dos Santos
Daniel Silva dos Santos (* 30. Mai 1982 in Cabo Frio; † 10. Februar 2019 in Cabo Frio) war ein brasilianischer Fußballspieler.

## Karriere
Daniel stand von 2007 bis 2008 beim brasilianischen Vereinen Ituano FC, Cruzeiro EC und AD São Caetano unter Vertrag. 2009 unterschrieb er einen Vertrag beim japanischen Zweitligisten Ventforet Kofu. 2010 wurde er mit dem Verein Vizemeister der zweiten Liga und stieg in die erste Liga auf. Für Kofu bestritt er 100 Ligaspiele und schoss dabei vier Tore. 2012 wechselte er zu Nagoya Grampus, bestritt 54 Erstligaspiele und schoss dabei ein Tor. 2014 kehrte er nach Brasilien zurück und unterschrieb einen Vertrag bei AD Cabofriense und Vila Nova FC. Sommer 2014 wechselte er zum japanischen Zweitligisten Ōita Trinita. Am Ende der J2 League 2015 stieg der Verein in die dritte Liga ab. Ende 2016 beendete er seine Karriere als Fußballspieler.